# Förvaltningsrätten i Härnösand
Förvaltningsrätten i Härnösand är en förvaltningsdomstol som har ersatt Länsrätten i Jämtlands län och Länsrätten i Västernorrlands län och dömer i förvaltningsmål i första instans.

## Domkrets
Förvaltningsrättens domkrets är Jämtlands och Västernorrlands län.